# Округ Силвер Боу (Монтана)
Силвер Боу (енгл. Silver Bow County) је округ у америчкој савезној држави Монтана.

## Демографија
По попису из 2010. године број становника је 34.200, што је 406 (-1,2%) становника мање него 2000. године.
| Група             | 2000.          | 2010.          |
| Белци             | 32.410 (93,7%) | 31.515 (92,1%) |
| Афроамериканци    | 54 (0,2%)      | 111 (0,3%)     |
| Азијати           | 149 (0,4%)     | 165 (0,5%)     |
| Хиспаноамериканци | 950 (2,7%)     | 1.253 (3,7%)   |
| Укупно            | 34.606         | 34.200         |